# ERCO Ercoupe
L'ERCO Ercoupe était un monoplan à aile basse qui fut conçu et initialement produit aux États-Unis par l'Engineering and Research Corporation (en) (ERCO), peu avant le début de la Seconde Guerre mondiale. Après la guerre, plusieurs autres constructeurs aéronautiques continuèrent sa production ; l'ultime modèle, le Mooney M-10, vola pour la première fois en 1968 et la dernière année modèle fut 1970.
L'Ercoupe fut conçu pour être le plus sûr des aéronefs à voilure fixe que l'ingénierie aérospatiale pouvait fournir à cette époque, et il continue de faire des adeptes à l'époque actuelle.

## Historique

### Conception et développement

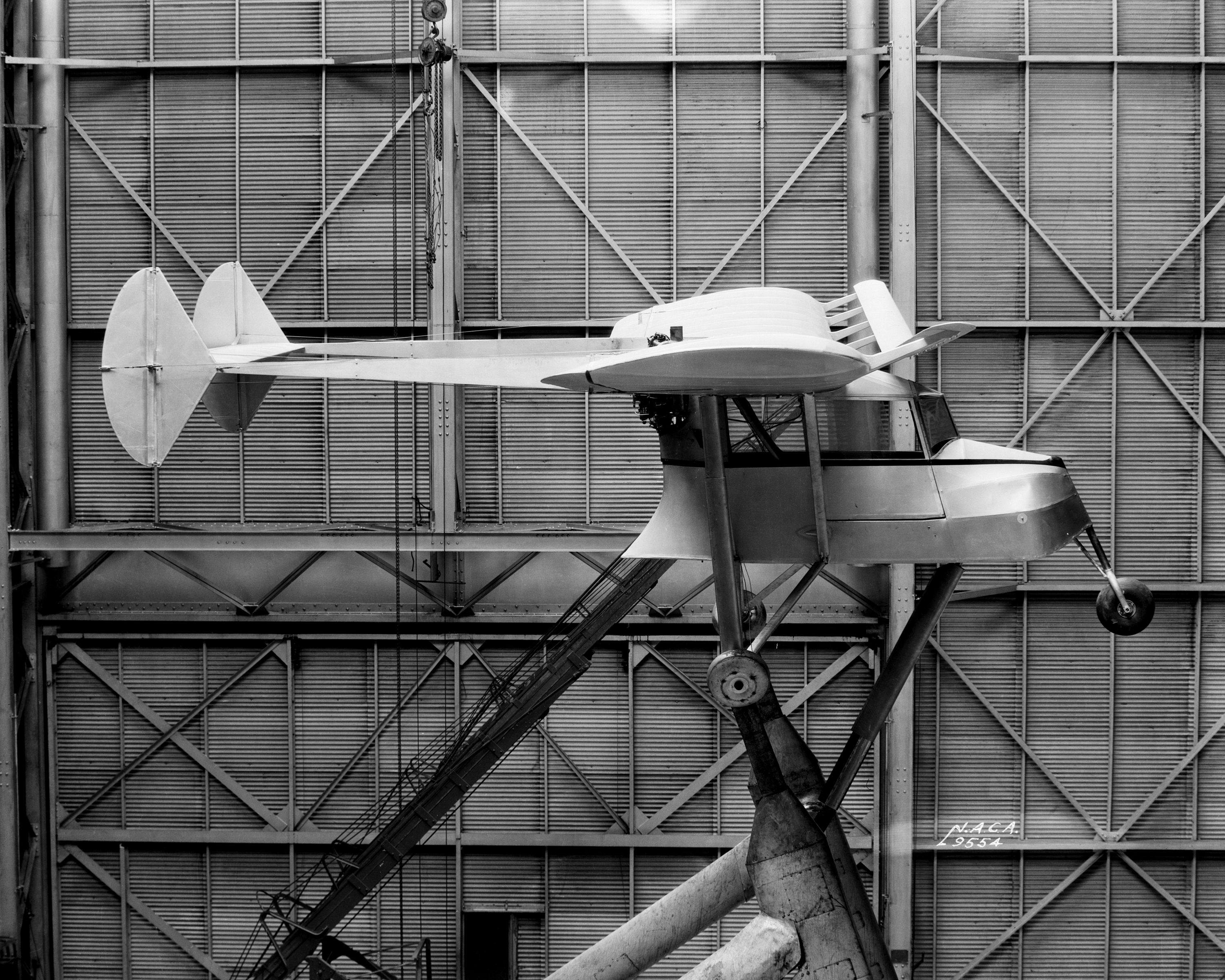
Fred Weick conçut le W-1 avec un train d'atterrissage tricycle, ici photographié en mars 1934.

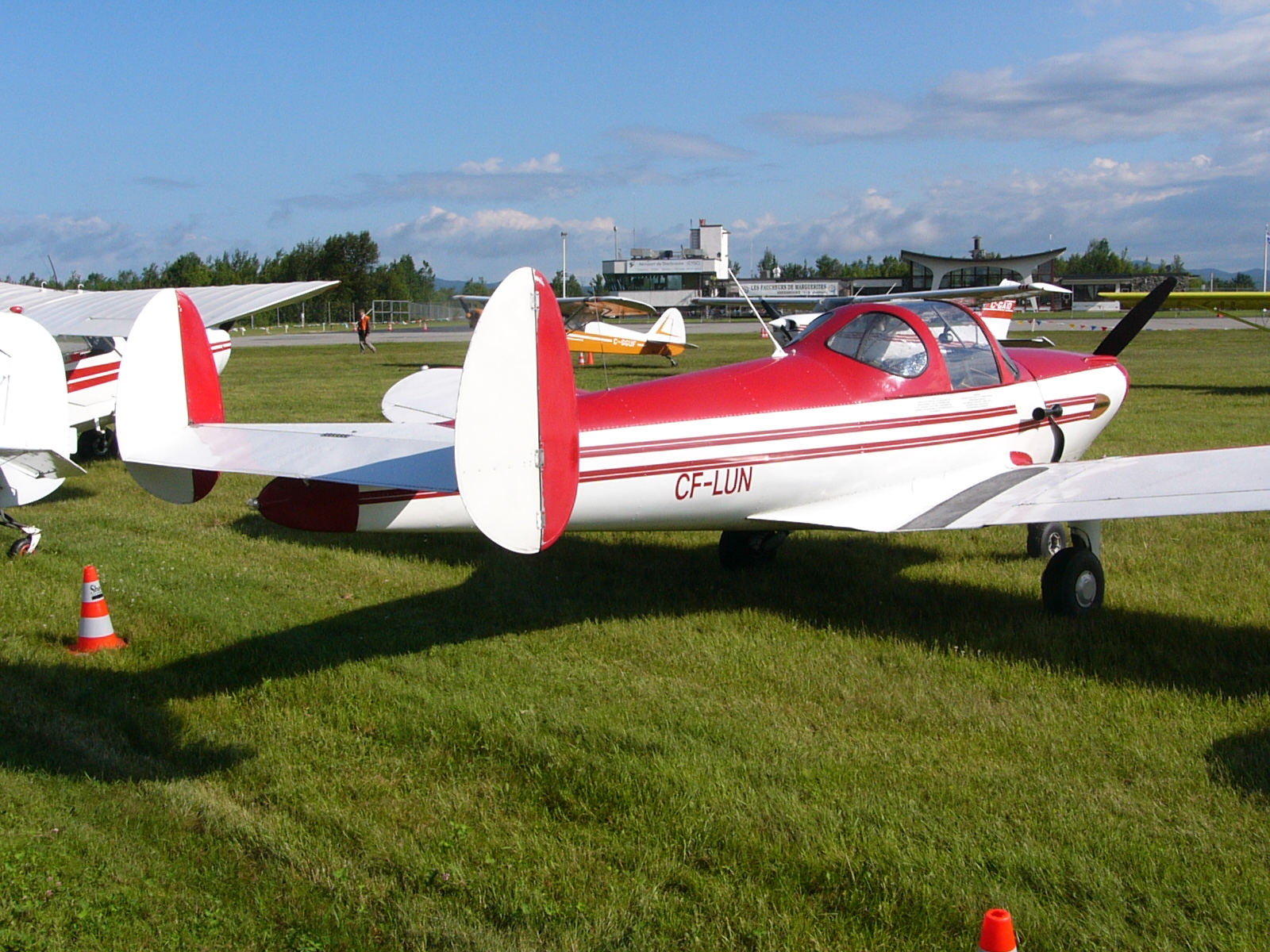
Un Erco 415 Ercoupe, montrant sa configuration à double dérive.

En 1931, l'ingénieur aéronautique Fred Weick était directeur-adjoint de la division aéronautique du National Advisory Committee for Aeronautics (NACA, l'ancêtre de la NASA actuelle). En 1934, il demanda la permission de construire un avion basé sur le Stout Skycar de 1931, utilisant du tissu à la place du revêtement en aluminium et appliquant des modifications aux gouvernes basées sur des recherches effectuées par le NACA. Weick et un groupe de collaborateurs conçurent et assemblèrent l'avion expérimental, avec un groupe de collègues qui travaillaient sur le projet pendant leur temps libre et investirent leur propre argent pour le faire avancer. L'avion qui en résulta, connu sous la désignation de W-1, était équipé d'un train d'atterrissage tricycle, d'une aile parasol, et d'une propulsion de type push-pull.
Fred Weick établit un cahier des charges du W-1 dont le contenu fût testé dans des séminaires ultérieurs :
- Train d'atterrissage tricycle avec roulette de nez pouvant être « castorée » (orientée pour empêcher l'appareil de bouger une fois au sol) ;
- Stabilité longitudinale et latérale correcte avec une influence limitée sur les gouvernes de profondeurs, afin d'empêcher la perte de contrôle due à un décrochage ou une vrille ;
- Un volet de contrôle de la pente de la trajectoire de l'avion ;
- Une utilisation à deux commandes pour le tangage et le roulis.

En 1934, le Bureau du commerce aérien (Bureau of Air Commerce) approcha l'équipe de Weick, à la recherche de standards pour une compétition pour un avion sûr et pratique à un prix de 700 dollars (13 378 dollars de 2025). En 1936, le gagnant de la compétition fut le Stearman-Hammond Y-1, incorporant beaucoup des mesures de sécurité du W-1. Les deux autres gagnants furent le Waterman Aeroplane et un Autogire/voiture volante , l'AC-35, d'Autogiro Company of America (en). Le W-1 n'avait pas été construit avec l'objectif de prendre part au concours, mais il fut acheté par le Bureau pour effectuer des tests expérimentaux intensifs concernant la sécurité et le contrôle lors de départs en vrille. Après que le prototype W-1 dut faire face à un atterrissage forcé, une version améliorée W-1A fut construite par Fairchild, incorporant des modifications aérodynamiques sur le bord d'attaque des ailes.
Weick quitta le NACA en 1936 et rejoint l'équipe aéronautique naissante d'ERCO comme concepteur en chef, initialement pour continuer à améliorer son concept d'avion. Focalisant ses efforts sur plusieurs problèmes de conception, concernant essentiellement la simplicité et la sécurité, Weick s'efforça de créer un avion à un prix raisonnable qui ne pourrait pas décrocher ou partir en vrille. Conservant le train d'atterrissage tricycle — pour des raisons de facilité de manœuvres au sol — et des caractéristiques de décrochage et vrille limitées, Weick bascula cependant vers une configuration à aile basse pour son nouveau modèle, qui était propulsé par une hélice tractive classique.
L'ERCO 310, qui possédait un moteur entièrement caréné, effectua son premier vol en octobre 1937 depuis College Park Airport et fut rapidement renommé « Ercoupe ». Cet avion facile à piloter incluait des caractéristiques de conception uniques, parmi lesquelles une large canopée vitrée améliorant la visibilité. Le prototype 310 recevait un moteur à quatre cylindres en ligne inversés fabriqué par ERCO, l'ERCO IL-116 (en), qui fut rapidement délaissé en raison de son coût élevé de fabrication comparé au nouveau moteur à quatre cylindres à plat Continental A-65 (en). Ne possédant pas de pédales de palonnier, l'Ercoupe était piloté uniquement grâce au volant de contrôle. Un système à double contrôle reliait les systèmes des gouvernes de lacet et des ailerons, qui contrôlaient le lacet et le roulis ainsi que la roulette de nez orientable. Le volant de contrôle contrôlait à la fois le lacet et la direction de l'avion, en l'air et au sol, simplifiant le contrôle et la coordination des commandes en virage, et éliminant au passage le besoin de pédales de palonnier. L'autorité aéronautique civile américaine (Civil Aeronautics Authority, CAA) dut créer une catégorie totalement nouvelle de licences de pilotage pour les pilotes d'Ercoupe qui n'avaient jamais utilisé de pédales de palonnier.
L'Ercoupe fut le premier avion certifié par la CAA comme étant « caractéristiquement impossible à mettre en vrille »,,. Le General Skyfarer à aile haute obtint la deuxième certification en acquérant une licence auprès d'ERCO pour sa technologie. Le premier Ercoupe de série, immatriculé NC15692 et produit en 1939, fut donné au National Air and Space Museum. En 1941, cet avion, alors désigné YO-55, fut utilisé dans des tests de l'United States Army Air Forces.

### Ventes avant-guerre
L'ERCO Ercoupe 415 biplace fut proposé à la vente dès 1940. Le magazine Life décrivit l'avion comment étant « quasiment infaillible » et montra des images d'un pilote faisant atterrir son avion avec les mains en l'air.
Seuls 112 exemplaires furent livrés avant le début de la Seconde Guerre mondiale, celle-ci mettant un point d'arrêt à toute forme de production d'avions civils. Vers la mi-1941, toutes les lignes d'approvisionnement d'aluminium furent détournées et redirigées vers la production d'équipements en relation avec la guerre, et ERCO décida alors de fabriquer des Ercoupes pour un usage militaire, en utilisant le bois comme principal matériau de construction. Le remplacement par le bois alourdit un peu l'avion, mais le rendit également plus silencieux, car il avait la propriété d'absorber une partie des vibrations créées par le moteur et le déplacement d'air autour de l'avion. Les Ercoupes furent utilisés pendant la guerre par le Civilian Pilot Training Program, pour l'instruction en vol, et la Civil Air Patrol les utilisa pour effectuer des patrouilles à la recherche de sous-marins allemands.

### Ventes après-guerre

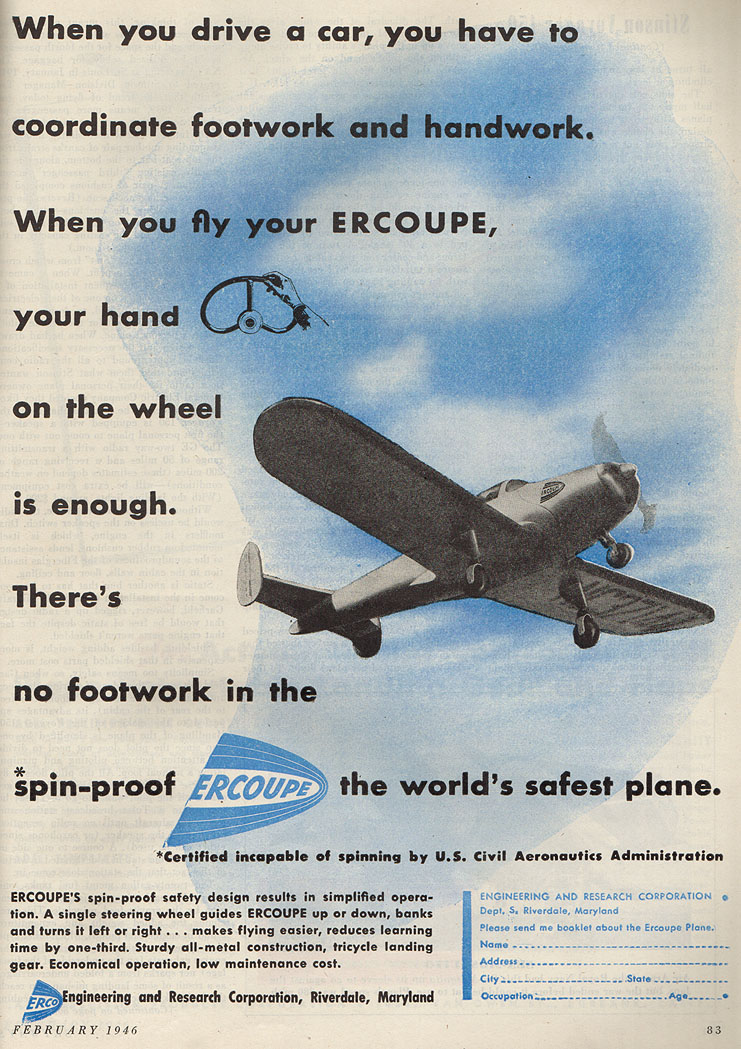
Une publicité pleine page pour l'Ercoupe, en février 1946.

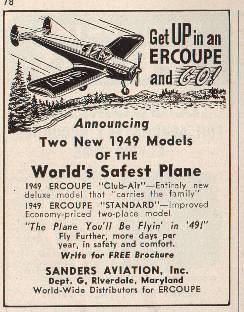
En avril 1949, la taille de la publicité fut réduite à 1/9e de la page.

Bien que la Seconde Guerre mondiale ait interrompu la production de l'Ercoupe, les constructeurs d'aviation générale étaient enthousiastes au sujet d'un potentiel boom de l'aviation après-guerre. Des milliers d'hommes et de femmes avaient été formés comme pilotes par le gouvernement, et l'espoir résidait dans le fait qu'ils pourraient avoir envie d'inclure le vol dans leur vie civile. La production du modèle 415-C reprit dès le milieu de l'année 1945, et pour la seule année 1946, 4 311 exemplaires furent produits et vendus, à un prix unitaire de 2 665 dollars (soit 34 941 dollars de 2025). Le prix était le même qu'en 1941. À son apogée, ERCO produisait 34 Ercoupes par jour, effectuant trois services par jour. L'avion fut commercialisé agressivement via des solutions inhabituelles, comme le département hommes de la chaîne de magasins Macy's.
Toutefois, les ventes d'avions privés commencèrent à diminuer après la guerre et s'essoufflèrent à la fin de l'année 1946, mettant fin aux ambitions des constructeurs espérant le boom de ventes d'avions civils. Un licenciement économique de trente jours en novembre résulta en des rivets jetés partout autour de l'usine et certains avions vandalisés à la peinture. L'année se termina par la casse en plein vol d'essai d'un Ercoupe, causant la mort d'un pilote d'essai et d'un mécanicien.

### Autres productions
De nombreux autres constructeurs acquirent une licence de production pour produire l'Ercoupe :

#### Aeronca
Aeronca obtint une licence en 1946 pour produire l'Ercoupe 415 sous le nom d'Aeronca 12 Chum et construisit deux prototypes : l'appareil immatriculé NX39637, disposant de la double dérive Ercoupe classique, et le NX83772, disposant d'une seule dérive plus grande, d'ailes en métal et de supports supplémentaires sur le train d'atterrissage principal. Le Chum était propulsé par un moteur Continental C-85J (en) et avait une vitesse de croisière de 174 km/h. Aucune production en série ne suivit la fabrication des deux prototypes,,.

#### Sanders Aviation
En 1947, ERCO vendit le reste des Ercoupes de son inventaire à Sanders Aviation, qui continua à produire l'avion dans son usine ERCO d'origine. En 1950, un total de 213 avions avaient été vendus. Pendant ce temps, l'ingénieur en chef d'ERCO Fred Wieck était parti rejoindre l'université A&M du Texas, où il développa l'avion de travail agricole Piper PA-25 Pawnee et finalement le célèbre Piper Cherokee avec John Thorp et Karl Bergley.

#### Univair Aircraft Industries
La société Univair Aircraft Corporation (en) d'Aurora, dans l'état du Colorado, acheta le concept de l'Ercoupe à ERCO en 1950. La société produisit des pièces détachées et mit en place un service après-vente pour les appareils existants.

#### Forney/Fornaire

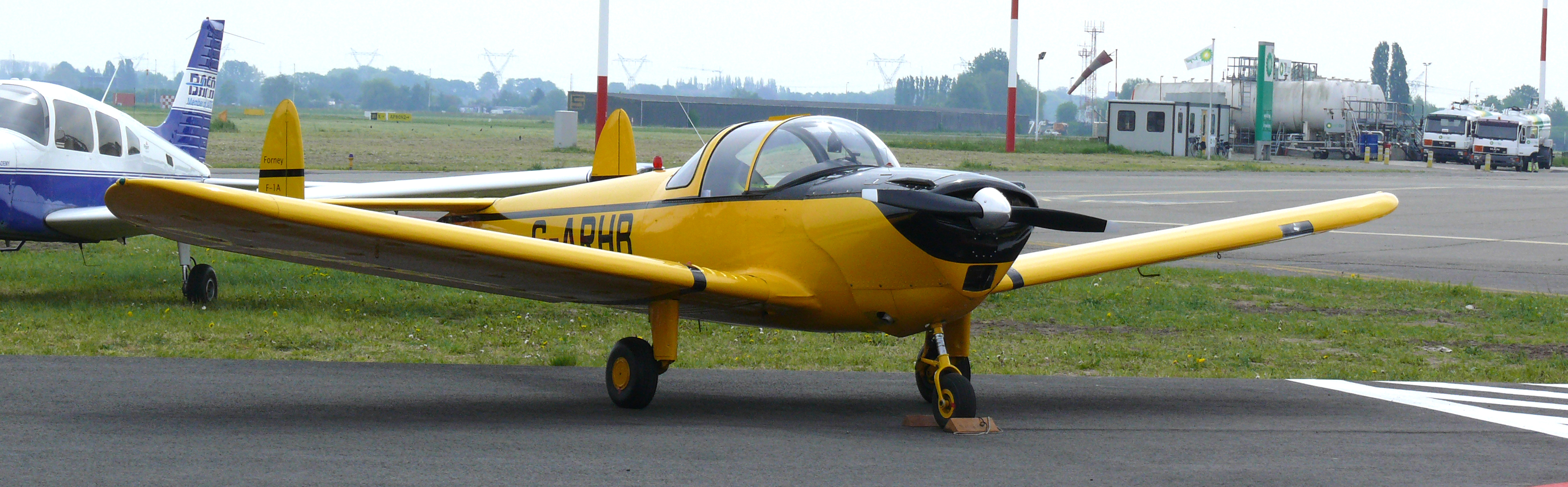
Forney F-1A Aircoupe.

En avril 1955, Univair vendit le certificat de type de l'Ercoupe à la Forney Aircraft Company de Fort Collins, toujours dans le Colorado, qui devint plus tard la Fornaire Aircraft Company. Renommé « Aircoupe », l'avion différait du 415-G par sa configuration moteur (remplacé par un C-90), un refroidissement revu, un compartiment à bagages plus vaste, et des ailes recouvertes de panneaux en aluminium. Le model F-1A avait des contrôles « trois axes » (donc classiques) et des sièges baquets. La production débuta en 1958 et se termina l'année suivante.
Un total de 138 exemplaires furent produits :
- 56 Forney F-1 Deluxe furent produits en 1958 et vendus à un prix unitaire de 6 995 dollars (61 987 dollars de 2025) ;
- 59 Forney F-1 Explorer furent produits en 1959 et vendus à un prix unitaire de 6 995 dollars (61 350 dollars de 2025) ;
- 23 Forney F-1A Trainer furent produits en 1959 et vendus à un prix unitaire de 7 450 dollars (65 341 dollars de 2025).

#### Air Products Company
Entre août 1960 et mars 1964, les droits de l'Aircoupe furent détenus par la division AirCoupe de l'Air Products Company à Carlsbad, au Nouveau-Mexique. La mise en route de la compagnie fut lancée par la ville, avec l'espoir d'établir la manufacture aéronautique comme industrie locale. Elle acheta le certificat de type à Forney lorsqu'un marché potentiel avec Beechcraft échoua. Seules quelques cellules furent produites avant que le certificat de type ne soit revendu à Alon, Incorporated, le 16 mars 1964.
25 exemplaires du Forney F-1A Trainer furent produits, proposés à un prix unitaire de 7 450 dollars.

#### Alon

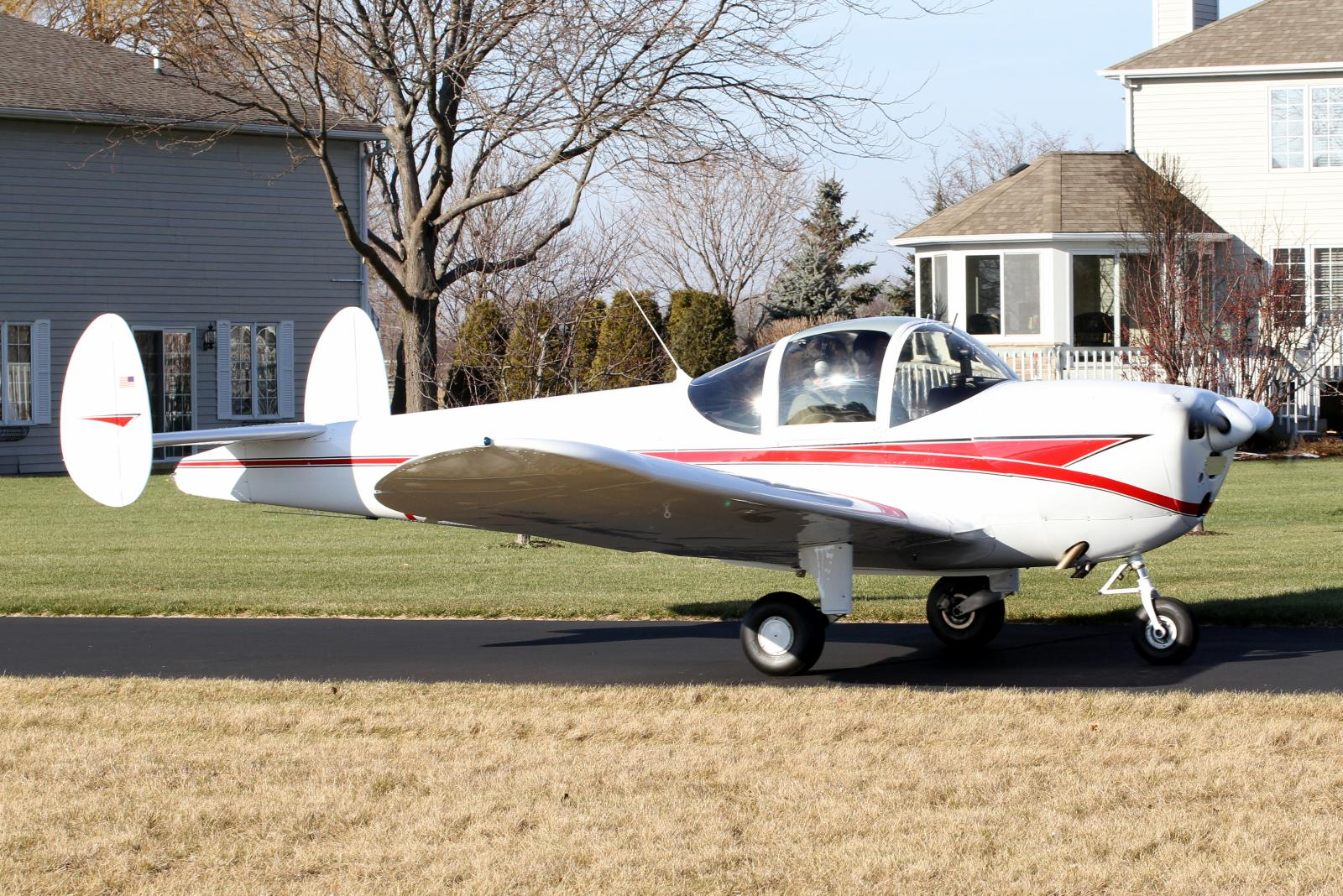
Alon A2.

Alon, Inc. fut fondée par John Allen et Lee O. Higdon, deux exécutifs ayant quitté Beechcraft pour monter leur propre affaire. Ils avaient auparavant négocié avec Forney pour acheter la licence de production de l'Aircoupe, pour que Beechcraft puisse utiliser le concept comme avion d'entraînement dédié aux débutants. Le marché fut annulé par Olive Ann Beech, qui décida de concentrer les efforts sur le Beechcraft Musketeer. Cette décision força les deux exécutifs à quitter l'entreprise et à établir Alon à McPherson, dans le Kansas, qui acheta le certificat de type de l'Aircoupe à la ville de Carlsbad, le 16 mars 1964.
« 
...Une nouvelle compagnie formée par les anciens exécutants de Beechcraft Allen et Higdon, qui ont acheté tous les actifs, outils, gabarits et ingénierie du programme de la ville de Carlsbad, au Nouveau-Mexique. Ils pensent livrer les 30 à 50 premiers Aircoupes devant être produits l'année prochaine pour environ 8 000 dollars.
 »
Les Alon A-2 et A-2A Aircoupes disposaient d'une verrière coulissante, d'un moteur Continental C90 de 90 ch (67 kW), de sièges baquets séparés et d'une planche de bord améliorée. L'A-2 différait également des premiers modèles à deux contrôles par l'ajout de pédales de palonnier à mouvement limité. Cet ajout fut effectué afin de rendre l'avion plus convenable pour l'entraînement et pour contrer plus facilement les effets du facteur P pendant une montée en raison du moteur plus puissant. Le braquage directionnel de la roulette de nez n'était plus relié au volant de commande et fut relié de manière plus classique aux pédales du palonnier (ce système avait également été installé dans le Forney F-1A). L'ancien système de commandes à deux axes fut tout de même proposé en option, tandis que les freins de roue à contrôle simple (non différentiel) restèrent installés sur l'avion. L'avion avait une vitesse ascensionnelle plus importante, une plus grande vitesse et un meilleur refroidissement moteur. Ses caractéristiques anti-vrilles demeurèrent inchangées.
Alon produisit 245 A-2 de 1964 à 1967, avec un pic de production de 137 appareils en 1966. Les 25 derniers appareils produits disposaient d'un train d'atterrissage à ressorts en acier à la place des barres rigides originales, des moulages et des jambes de train articulées en alliages légers. Le prix de base en 1967 montait jusqu'à 7 975 dollars (soit 61 150 dollars de 2025). La production de l'A-2 cessa en septembre 1967 et, le 9 octobre 1967, Alon fut rachetée par et devint une division de la Mooney Aviation Company à Kerrville, au Texas.

#### Mooney
Mooney commença à produire l'avion en 1968 sous la désignation de Mooney A-2A. Ensuite, en parallèle la compagnie redessina le fuselage arrière à partir du cockpit, avec des fenêtres carrées derrière la canopée coulissante. Le 23 février 1968, le premier Mooney M10 Cadet effectua son premier vol. L'avion avait une seule dérive, avec un bord de fuite vertical, comme la plupart des avions du constructeur.

#### Univair
Le certificat de type a été revendu à Univair, dans le Colorado, en octobre 1974 et resta entre les mains de cette compagnie. Elle n'a depuis produit aucun nouvel avion mais continue de produire des pièces détachées et de fournir une assistance technique pour les propriétaires d'Ercoupes.

## Histoire opérationnelle

### Militaire

#### US Army Air Forces (USAAF)

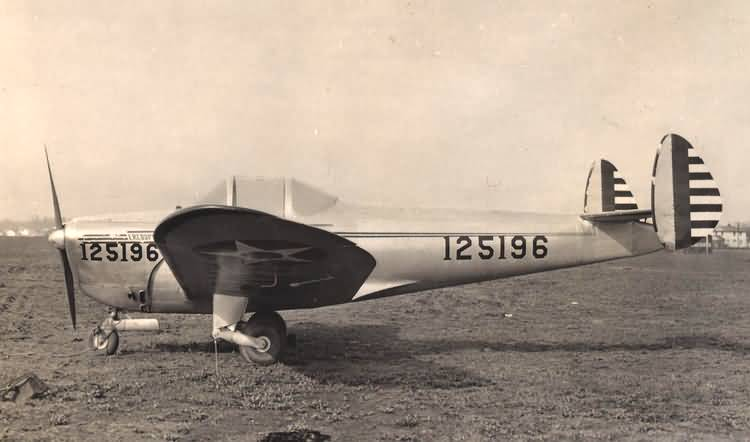
ERCO PQ-13, numéro de série 41-25196.

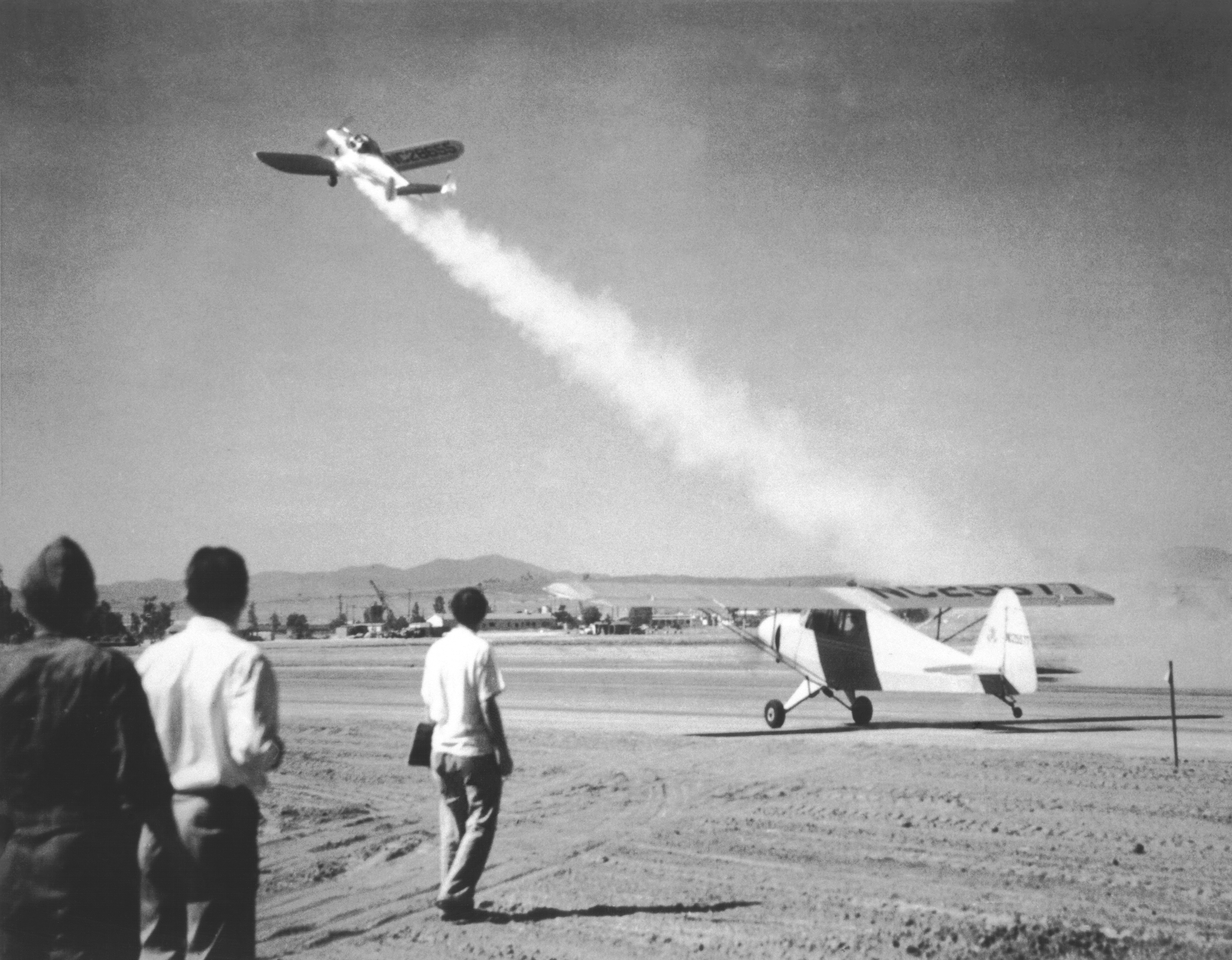
Décollage du premier avion « assisté par fusées » américain, un Ercoupe équipé d'un accélérateur à poudre développé par GALCIT et produisant une poussée de 125 N.

Trois appareils modèle 415-C furent acquis par l'United States Army Air Forces pour être utilisés pendant la Seconde Guerre mondiale :
| Numéro constructeur | Date de fabrication | Registre civil | Date d'achat   | Désignation de l'USAAF | Numéro de série de l'USAAF | Date de mise en service |
| ------------------- | ------------------- | -------------- | -------------- | ---------------------- | -------------------------- | ----------------------- |
| 39                  | 1941                | NC28944        | 4 janvier 1941 | YO-55                  | 41-18875                   | 26 février 1941         |
| 110                 | 1941                | NC37143        | 19 août 1941   | PQ-13                  | 41-39099                   | 8 décembre 1941         |
| 11                  | 1940                | NC28655        | inconnue       | PQ-13                  | 41-25196                   | août 1941               |

Le 12 août 1941, le premier décollage assisté par réaction de l'USAAF fut réalisé par un pilote d'essai de Wright Field, le capitaine Homer Boushey, à l'aide d'un petit avion Ercoupe civil,. Les tests furent menés entre le 6 et le 23 août 1941 à March Field, en Californie, utilisant plusieurs combinaisons différentes de fusées installées sous les ailes de l'appareil immatriculé NC28655.

#### Royal Air Force
Un autre Ercoupe fut évalué au Royaume-Uni par la Royal Air Force (RAF) en 1947, après un court passage d'un mois par la Belgique, ou il arriva le 25 juillet 1947. Cet avion portait le numéro de série 4784, portait le marquage de la RAF « VX 147 » et était couleur métal poli avec des cocardes de la RAF,,. Après des discussions auprès du Royal Aircraft Establishment, il arriva en mai 1949 dans les établissements de l'Aeroplane and Armament Experimental Establishment, à Boscombe, pour être analysé et pour l'établissement de rapports divers concernant son mode de pilotage très particulier,.
Il fut ensuite prêté à Lettice Curtiss — qui travaillait alors avec la section d'essais des avions civils —, en juillet 1949, pour participer au Grosvenor Challenge Trohpy, qui eut lieu le 1er août à Elmdon. L'appareil termina la course avec un record de vitesse à la clé de 181,05 km/h et reçut un prix de vingt livres pour avoir été le plus rapide des avions de moins de 500 kg.
Il fut ensuite prêté à partir de juin 1950 à la compagnie aérienne British European Airways pour des essais, puis retourna à Boscombe, pour être finalement retiré des registres militaires le 17 janvier 1952 puis proposé aux utilisateurs civils dans les aéroclubs. Il changea ensuite plusieurs fois de propriétaire, jusqu'au matin du 13 août 1967, lorsqu'il termina sa carrière dans un arbre à 300 mètres de la piste 29 de l'aérodrome de Halfpenny Green, près de Stourbridge.

### Utilisation sportive
L'Ercoupe est un avion à certificat de type. Toutefois, certains Univair Ercoupe 415-C et 415-CD correspondent aux spécifications de la FAA pour être pilotés par des pilotes sportifs comme avions de type Light sport aircraft.
Les caractéristiques bien particulières de l'Ercoupe ont permis par exemple à Jessica Cox (en), qui est née sans bras, de devenir une pilote qualifiée.

## Versions
- ERCO 310 :

Apparaissant en 1937, ce monoplan biplace à aile basse fut à l'origine de la dynastie Ercoupe, propulsé par un Continental A40 (en) de 40 ch (30 kW).
- ERCO 415 :

Avions de production initiale, propulsés par des ERCO IL-116 (en) de 65 ch (48 kW). Les suffixes -A et -B ne furent jamais utilisés. Les registres officiels de la compagnie ne présentèrent que le suffixe -C, qui correspondait à « Continental », le fournisseur du moteur de l'avion quand l'ERCO IL-116 ne fut plus utilisé. Il y eut dix avions produits entre 1939 et 1940.
- Ercoupe en bois :

Deux avions furent assemblés en utilisant du bouleau et du contreplaqué en 1941, afin de démontrer l'emploi de matériaux non-stratégiques (en), mais aucun exemplaire supplémentaire ne fut produit et les deux appareils de tests furent envoyés à la destruction.
- ERCO 415-C Ercoupe :

Les 415-C d'avant-guerre étaient propulsés par des moteurs Continental A-65-8 (en) de 65 ch (48 kW). Les exemplaires d'après-guerre reçurent des Continental O-190 (en) de 75 ch (56 kW). Un Ercoupe fut construit en 1946 avec un train d'atterrissage rétractable mais aucune production en série ne suivit. Ces modèles furent produits sous le certificat de type A-718, leur donnant une masse brute maximale de 571,53 kg et les rendant ainsi adaptés à la certification light sport.
- ERCO 415-D et 415-CD Ercoupe :

À partir de 1947, de nouvelles améliorations inclurent une limitation de débattement à 9° pour les élévateurs, un avant de fuselage en acier inoxydable et une masse brute augmentée (635 kg selon le certificat de type A-787). L'avion était propulsé par un Continental C-75 de 75 ch (56 kW). Une conséquence de l'augmentation de la masse de l'avion fut l'impossibilité de les garder dans la catégorie des light sport.
Un ERCO 415-D fut modifié selon un Supplemental Type Certificate pour y installer un Lycoming O-235-C2C de 108 ch (81 kW).
En 1947, les pilotes se plaignirent qu'il était trop difficile de poser l'appareil avec la limitation de débattement des élévateurs. Certains des appareils produits en 1947 avaient la bride de 9° du 415-D retirée et leur masse brute réduite. Ils furent désignés Ercoupe 415-CD. Ce modèle utilisait le certificat de type A-718, lui donnant une masse brute de 571,5 kg et le rendant éligible à la catégorie light sport.
- ERCO 415-E Ercoupe :

À partir de 1948, le modèle -E, propulsé par un Continental C-85 de 85 ch (63 kW), introduisit les élévateurs en deux parties avec 20° de débattement. Les élévateurs du 415-E restaurèrent les caractéristiques du modèle 415-C, tout en ayant une masse brute de 635 kg.
- ERCO 415-F Ercoupe :

Les Ercoupe 415-F étaient dotés d'un alimentation en carburant par injection.
- ERCO 415-G Ercoupe :

Aussi connu sous le nom de « Clubair », le modèle de 1949 était propulsé par un Continental C-85 de 85 ch (63 kW) et disposait d'un intérieur « DeLuxe » avec un générateur, un démarreur, des éclairages, une radio, un coffre à bagages plus important, un pare-brise en forme de bulle et un siège pour enfants.
- ERCO 415-H Ercoupe :

Désignation attribuée à sept avions construits en 1949, propulsés par un Continental C-75 de 75 ch (56 kW) et ne disposant pas de système électrique.
- ERCO YO-55 :

Désignation d'un exemplaire unique acquis pour évaluation dans le rôle d'avion d'observation.
- ERCO PQ-13 :

En 1941, l'United States Army Air Corps (USAAC) évalua l'utilisation de l'Ercoupe comme cible aérienne. ERCO fournit deux avions pour évaluation, similaires au 415-C d'avant-guerre. L'un de ces avions fut utilisé pour des tests de fusées d'appoint (JATO), recevant au passage des dérives plus grandes. Après les tests JATO, les militaires ajoutèrent des marquages militaires sur l'avion. À cause de ses modifications, il ne fut jamais renvoyé dans le domaine civil et fut conservé pour servir d'appareil d'entraînement à la maintenance aéronautique. Il fut plus tard envoyé à la ferraille. L'autre avion put lui retourner à la vie civile. Il a depuis été restauré, reprenant les couleurs et marquages originaux qu'il portait pendant les tests de systèmes JATO, et continue à voler régulièrement. Finalement, les militaires déterminèrent que l'Ercoupe ne convenait pas pour remplir le rôle d'avion cible.
- ERCO Twin Ercoupe :

En 1948, J. B. Collie, de Southeast Air Service, produisit un Twin Ercoupe en reliant deux fuselages entre eux par une section centrale additionnelle, dans un arrangement très similaire à celui du North American P-82 Twin Mustang, pour l'utiliser dans des meetings aériens produits par le Thrasher Brothers Air Circus, d'Elberton, en Géorgie. Piloté par Grady Thrasher et son frère — d'où le nom de leur cirque aérien —, qui lui faisaient effectuer des tonneaux, des loopings et des vrilles, il disposait d'un générateur de fumée pour chaque moteur et pouvait être piloté de l'un ou l'autre des deux cockpits.
- Forney F-1 et F-1A Aircoupe :

La compagnie Fornaire Aircraft Co. continua le développement de l'Ercoupe 415-G sous le nom de F-1 Aircoupe, propulsé par un Continental C-90-12F de 90 ch (67 kW). La compagnie construisit également le Forney F-1A, qui possédait des commandes à trois axes classiques, pour le vendre comme avion d'entraînement basique.
- New Aircoupe :

Les droits de l'Aircoupe passèrent de Fornaire à Air Products Co., grâce au gouvernement de Carlsbad, au Texas. Cette nouvelle société proposa l'avion à la vente sous le nom de New Aircoupe. En 1962, les droits passèrent à Alon.
- Alon A2 Aircoupe :

Après l'acquisition des droits du Forney Aricoupe, Alon Inc. modernisa l'avion avec une nouvelle planche de bord et une verrière glissante, ainsi qu'un moteur Continental C-90 de 90 ch (67 kW).
- Alon XA-4 Aircoupe :

Le XA-4 était un développement à quatre places de l'Ercoupe, propulsé par un Lycoming O-320-A de 150 ch (112 kW) et prenant l'air la première fois le 25 février 1966. Il ne fut toutefois jamais produit en série.
- Mooney M10 Cadet :

Le M10 était une version mono-dérive de l'Alon Aircoupe, propulsé par un Continental C-90-16F de 90 ch (67 kW), aussi connue sous le nom de « Mooney-Coupe ». 59 exemplaires furent produits.
- Bryan Autoplane :

Leland D. Bryan construisit une série de voitures volantes utilisant un fuselage d'Ercoupe, les appelant « Bryan Autoplanes ». Des modifications incluaient un double mécanisme de repliage des ailes et un moteur en configuration poussive (pusher). Les Autoplanes conservaient des caractéristiques de l'Ercoupe, comme la double dérive et la section centrale. Le premier vol eut lieu en 1953, et le Model II vola 65 heures. Le Model III, avec un mécanisme de repliage d'ailes unique, s'écrasa en 1974, tuant Bryan,.
- Lasher Little Thumper :

C. W. Lasher construisit et pilota un avion monoplace à cockpit ouvert et train d'atterrissage classique, désigné « Little Thumper », en utilisant une section centrale et des ailes d'Ercoupe, et un fuselage arrière d'un Aeronca 7 Champion.

## Spécifications techniques (Ercoupe 415-C)

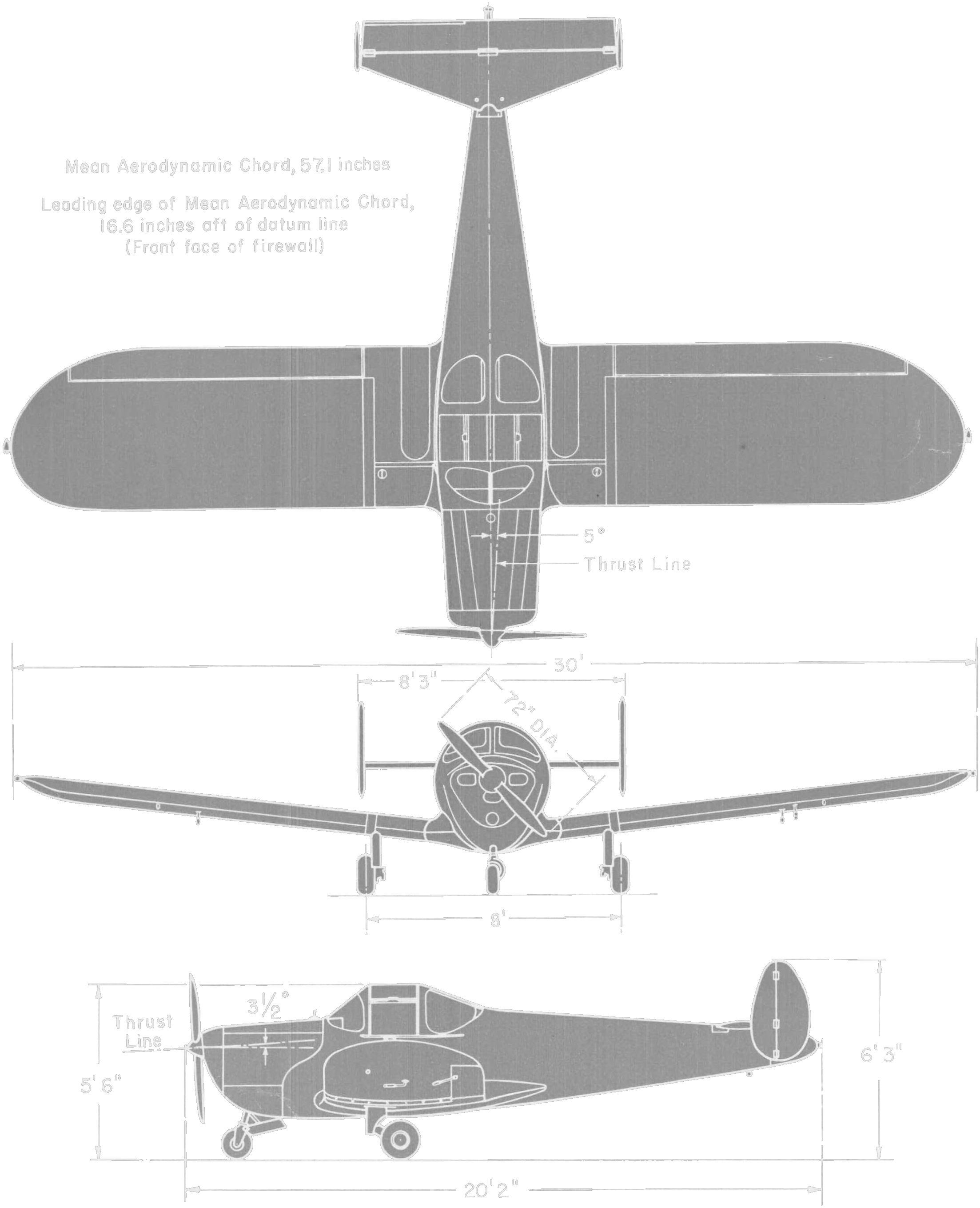
ERCO Ercoupe 415-C.

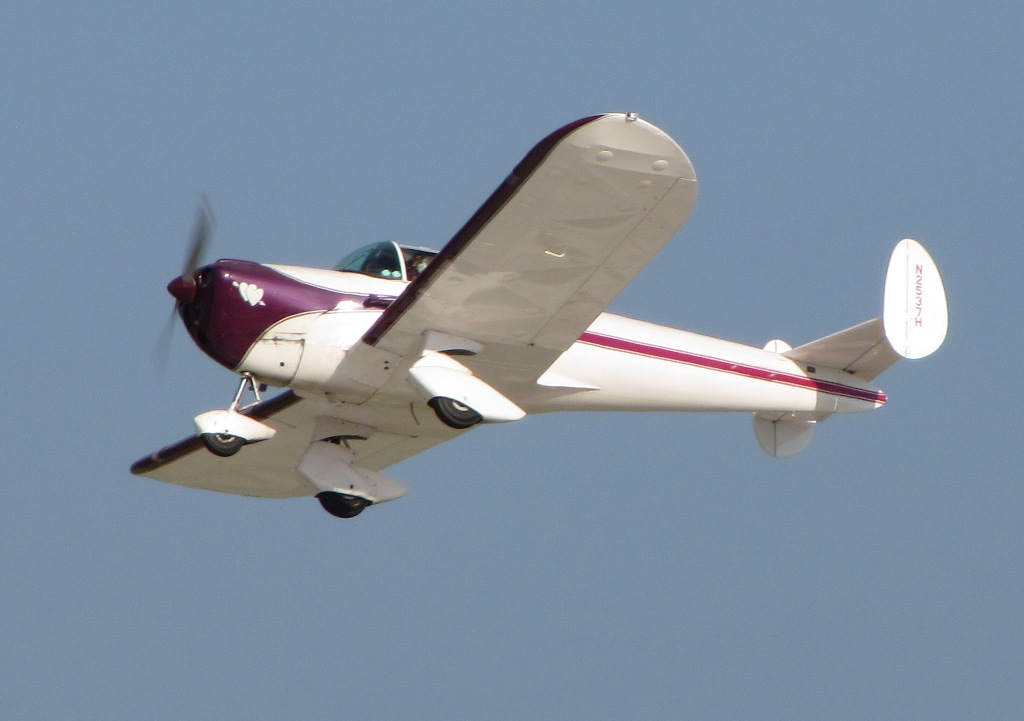
ERCO Ercoupe 415-C.

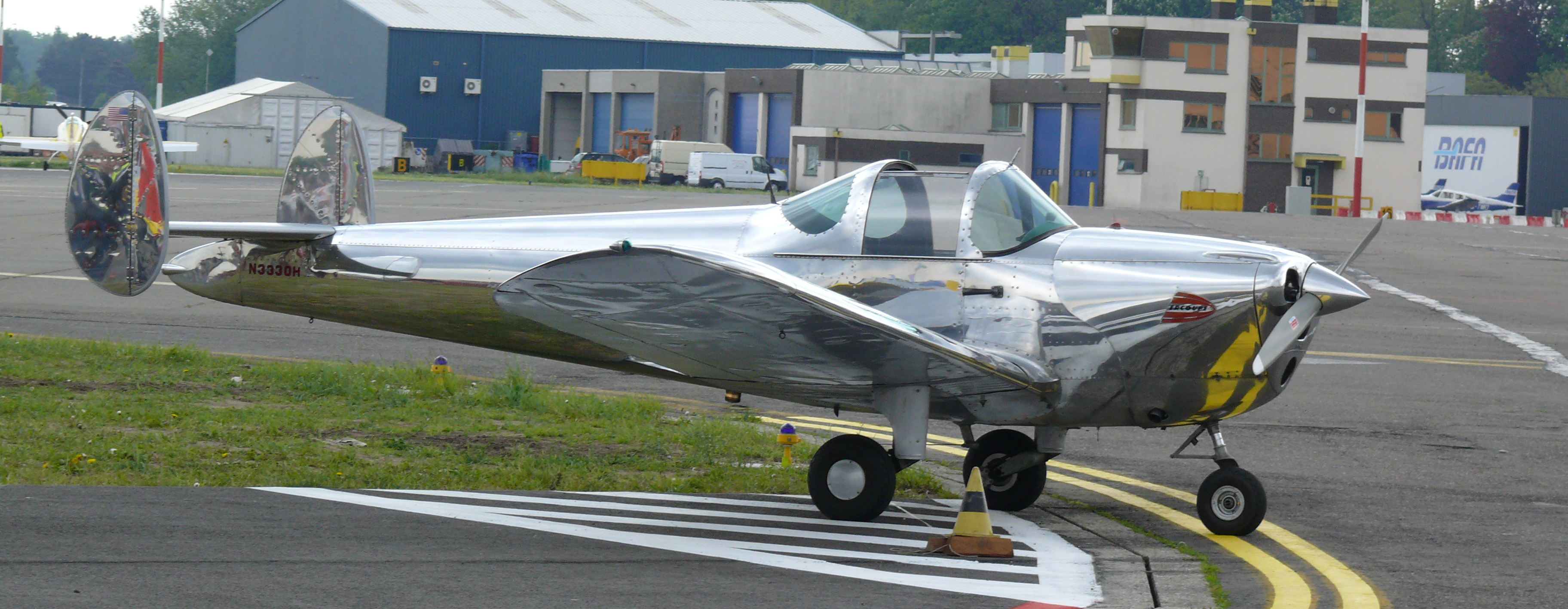
ERCO Ercoupe 415-CD.

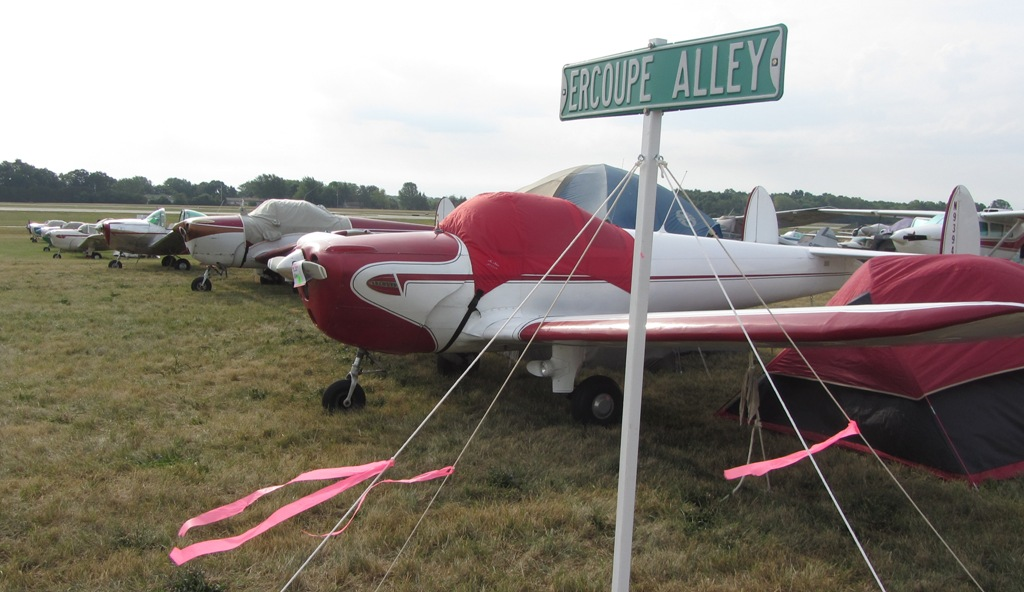
Des Ercoupes alignés lors d'un meeting aérien.

Données de EAA Museum, spécifications FAA, Plane & Pilot.
Caractéristiques générales
- Équipage : 1 pilote
- Capacité : 1 passager
- Longueur : 6,32 m
- Envergure : 9,14 m
- Hauteur : 1,80 m
- Surface alaire : 13,25 m2
- Masse à vide : 339 kg
- Charge utile : 233 kg
- Masse maximale au décollage : 572 kg
- Moteur : 1   moteur à pistons à 4 cylindres à plat refroidis par air Continental C-75-12 (en) de 75 ch (56 kW à 2 300 tr/min)

 Performances 
- Vitesse à ne jamais dépasser : 232 km/h
- Vitesse maximale : 177 km/h
- Vitesse de croisière : 153 km/h
- Vitesse de décrochage : 77 km/h
- Distance franchissable : 482 km
- Plafond : 4 000 m
- Vitesse ascensionnelle : 167,4 m/min
- Charge alaire : 43,17 kg/m2
- Rapport poids-puissance : 4,52 kg/ch